# E-Type
Бу Мартін Ерік «E-Type» Ерікссон (англ. Bo Martin Erik Erikson) — шведський виконавець та музикант, яскравий представник жанру євроденс, народився 27 серпня 1965 року, в місті Уппсала (Швеція).

## Ранні роки
Мартін «E-Type» Ерікссон музичну кар'єру розпочав рано. Спочатку він був барабанщиком в рок-гурті під назвою Maninnya Blade, але цей гурт розпався в 1988 (він був відновлений у 2004 році, але вже в новому складі). Декілька колишніх учасників утворюють новий метал-гурт Hexenhaus. На початку 90-х E-Type почав експериментувати з драм-машиною для створення музики. У 1991 році, він зустрів Мікаеля Юханссона Stakka Bo та ще більше зацікавився танцювальною музикою. Разом вони зробили декілька синглів під псевдонімами Stakka Bo та E-Type. Приблизно в цей же час він працював як VJ на ZTV. В інтерв'ю в 1993 році E-Type та Stakka Bo оголосили, що вони хочуть розвиватися в різних музичних напрямках, тому вони розійшлися. В середині 1993 Мартін «E-Type» Ерікссон випустив свій перший сольний сингл I'm Falling, але він не став успішним.

## Успіх
Справжній успіх прийшов через рік, коли на нього звернули увагу такі відомі шведські продюсери як Denniz Pop, Макс Мартін та Amadin. Влітку 1994 року він разом із Наною Хедін випускає пісню «Set The World On Fire», яка злетіла в шведських чартах (№ 1 в танцювальному чарті та № 2 в чарті продажів) та згодом стала золотою.
А наступний сингл This Is The Way був № 1 в чарті продажів. В листопаді 1994 вийшов однойменний дебютний альбом, що став № 2 в Швеції.
Окрім двох вже згадуваних пісень окремими синглами з цього альбому були реалізовані також композиція «Russian Lullaby» та балада «Do you always (have to be alone)».
Жіночі партії в композиціях E-Type виконували такі скандинавські вокалістки як Нана Гедін, Therese Lof (колишня співачка поп-гурту One More Time) та Лінда Андерссон, бек-вокал забезпечували Мартіна Едофф та Анні Крац-Гутто. У багатьох музичних відео та концертних виступах гурту номінальною виконавицею жіночих партій була професійна танцюристка E-Type Ділнарін Демірбаг.
В березні на Фестивалі Шведської Танцювальної Музики (Swedish Dance Music Awards) вони виграли 3 нагороди: Найкращий виконавець, Найкраща пісня та Новачок, а Denniz Pop повторно у своїй кар'єрі отримав приз як найкращий продюсер. Потім гурт вирушив у тур країнами Азії.
У 1996 році E-Type та команда продюсерів працювали над другим альбомом Explorer, який був виданий у Швеції 23 жовтня. Альбом був проданий тиражем понад 20.000 екземплярів. Також в цьому році була записана офіційна пісня Чемпіонату Європи з футболу 2000 Campione 2000.
У 2001 році 12 листопада E-Type випустив свій новий сингл Life. Майбутній випуск альбому під назвою Euro IV Ever був відкладений на кінець 2001 року. В результаті вийшов 25 листопада, в більшості треків жіночим вокалом виступала Нана Хедін.
Макс Мартін, Rami та E-Type спродюсювали альбом Loud Pipes Save Lives в 2004 році та випустили його 24 березня. На початку квітня Paradise досягнув № 11 у Фінляндії і ввійшов у Фінський танцювальний чарт на № 28 сходинці.
14 травня 2007 року він видав новий сингл під назвою True Believer. В цьому році також вийшов новий альбом Eurotopia.
У 2010 році E-Type випускає новий трек «Back 2 Life», написаний у співпраці із відомим продюсером Pink, Britney Spears, Backstreet Boys — Макс Мартін (Merelyn Production).
Трек активно зустріли представники рекорд індустрії. Контракти на реліз сингла у Великій Британії, Франції, Німеччині, Австрії, США, Італії, Греції свідчать про великий кредит довіри та впевненості професіоналів в успіху наступного хіта від E-Type

## Альбоми
| Рік  | Альбом                  | Швеція | Фінляндія | Норвегія |
| ---- | ----------------------- | ------ | --------- | -------- |
| 1994 | «Made In Sweden»        | 2      | -         | -        |
| 1996 | «The Explorer»          | 5      | -         | -        |
| 1998 | «Last Man Standing»     | 1      | 1         | 2        |
| 1999 | «Greatest Hits»         | 12     | 25        | 6        |
| 2001 | «Euro IV Ever»          | 2      | 3         | 7        |
| 2004 | «Loud Pipes Save Lives» | 2      | 13        | 17       |
| 2007 | «Eurotopia»             | 10     | -         | -        |

## Сингли
| Рік  | Сингл                                      | Швеція | Бельгія | Фінляндія | Франція | Нідерланди | Норвегія | Швейцарія | Європа | Billboard |
| ---- | ------------------------------------------ | ------ | ------- | --------- | ------- | ---------- | -------- | --------- | ------ | --------- |
| 1991 | «We Got the Atmosphere» разом із Stakka Bo | -      | -       | -         | -       | -          | -        | -         | -      | -         |
| 1992 | «Numania 1» разом із Stakka Bo             | -      | -       | -         | -       | -          | -        | -         | -      | -         |
| 1993 | «I'm Falling»                              | -      | -       | -         | -       | -          | -        | -         | -      | -         |
| 1994 | «Set the World on Fire»                    | 2      | -       | -         | 13      | 48         | -        | -         | -      | 22        |
| 1994 | «This Is the Way»                          | 1      | -       | -         | 14      | 26         | -        | -         | -      | 15        |
| 1995 | «Do You Always (Have To Be Alone)?»        | 13     | -       | -         | -       | -          | -        | -         | -      | -         |
| 1995 | «So Dem a Com» France only                 | -      | -       | -         | -       | -          | -        | -         | -      | -         |
| 1995 | «Russian Lullaby»                          | 45     | -       | -         | 35      | -          | -        | -         | -      | -         |
| 1995 | «Set the World on Fire '95»                | -      | -       | -         | -       | -          | -        | -         | -      | -         |
| 1996 | «Free Like a Flying Demon»                 | 1      | -       | -         | -       | -          | -        | -         | -      | -         |
| 1996 | «Calling Your Name»                        | 4      | -       | -         | -       | -          | -        | -         | -      | 17        |
| 1997 | «Back in the Loop»                         | 10     | -       | 20        | -       | -          | -        | -         | -      | -         |
| 1997 | «I Just Wanna Be With You»                 | 10     | -       | 15        | -       | -          | -        | -         | -      | -         |
| 1997 | «You Will Always Be a Part of Me»          | 30     | -       | -         | -       | -          | -        | -         | -      | -         |
| 1998 | «Angels Crying»                            | 2      | -       | 2         | -       | 45         | 2        | -         | -      | -         |
| 1998 | «Here I Go Again»                          | 1      | -       | 1         | 25      | 72         | 3        | -         | -      | -         |
| 1999 | «Princess of Egypt»                        | 9      | -       | -         | -       | -          | -        | -         | -      | -         |
| 1999 | «Hold Your Horses»                         | 26     | -       | -         | -       | -          | -        | -         | -      | -         |
| 2000 | «Megamix» не виданий                       | -      | -       | -         | -       | -          | -        | -         | -      | -         |
| 2000 | «Campione 2000»                            | 2      | 40      | -         | 66      | 3          | 9        | 61        | -      | -         |
| 2000 | «Es Ist Nie Vorbei» разом із Blümchen      | 28     | -       | -         | -       | -          | -        | -         | -      | -         |
| 2001 | «Life» feat. Na Na                         | 1      | -       | 16        | -       | -          | 3        | -         | -      | -         |
| 2002 | «Africa» feat. Na Na                       | 5      | -       | 13        | -       | -          | -        | -         | -      | -         |
| 2002 | «Banca Banca»                              | 32     | -       | -         | -       | -          | -        | -         | -      | -         |
| 2004 | «Paradise» feat. Na Na                     | 2      | -       | 11        | -       | -          | 11       | -         | 32     | -         |
| 2004 | «Camilla»                                  | -      | -       | -         | -       | -          | -        | -         | -      | -         |
| 2004 | «Olympia»                                  | 4      | -       | -         | -       | -          | -        | -         | 52     | -         |
| 2005 | «The Predator / Far Up in the Air»         | 43     | -       | -         | -       | -          | -        | -         | -      | -         |
| 2007 | «True Believer»                            | 1      | -       | 3         | -       | -          | -        | -         | 43     | -         |
| 2007 | «Eurofighter»                              | 17     | -       | -         | -       | -          | -        | -         | -      | -         |
| 2008 | «Line of Fire» разом із The Poodles        | 3      | -       | -         | -       | -          | -        | -         | -      | -         |
| 2011 | «Back 2 Life»                              | -      | -       | -         | -       | -          | -        | -         | -      | -         |

## Каверина E-Type
| Рік  | Композиція              | Гурт         | Альбом                     |
| ---- | ----------------------- | ------------ | -------------------------- |
| 2010 | «Set the World on Fire» | Everlost     | Путь непокорных            |
| 2010 | «Set the World on Fire» | Xe-NONE      | Dance Inferno Resurrection |
| 2010 | «Set the World on Fire» | Slauger 2017 | In The Name Of Equality    |